# Gibberula achenea
Gibberula achenea is een slakkensoort uit de familie van de Cystiscidae. De wetenschappelijke naam van de soort is voor het eerst geldig gepubliceerd in 1971 door Roth & Coan.